# Херман I (Калвеланге)
Херман I фон Калвелаге (на немски: Hermann I von Kalvenlage, Calvelage; † 1082, Мекленбург, Предна Померания) е от 1115 г. граф на Калвелаге. От него произлизат графовете на Равенсберг.

## Произход
Той е син на Херман от Вердюн († 28 май 1029) и съпругата му Матилда († 995).

## Фамилия
Херман I се жени сл. 1070 г. за Етелинда Нортхаймска (* ок. 1050, † след 1075), разведена от Велф I херцог на Бавария, дъщеря на Ото Нортхаймски, херцог на Бавария. Те имат един син:
- Херман I († ок. 1144), граф на Калвеланге и Равенсберг, женен за Юдит фон Цутфен, дъщеря на граф Ото II фон Цутфен.